# Graham McIntosh
Graham Brian Douglas McIntosh (né le 18 janvier 1944 à Pretoria, province du Transvaal, en Afrique du Sud) est un fermier et un homme politique sud-africain, successivement membre du parti libéral (1963), du parti uni (1972-1977), du parti progressiste fédéral (1977-1989), du parti démocratique puis de l'alliance démocratique (1989-2004) et du congrès du Peuple (COPE) depuis 2009. Il est membre du parlement pour la circonscription de Pinetown (1974-1977) puis pour celle de Pietermaritzburg-nord (1981-1987) avant d'être membre de l'assemblée nationale du parlement à deux reprises (1999-2004 et 2011-2014).
Connu pour enfiler le kilt écossais traditionnel pour chaque ouverture du parlement, G.B.D. McIntosh a la particularité d'avoir été à 4 reprises élu au parlement sans jamais exercé de mandats consécutifs.

## Biographie
Graham McIntosch s'engage publiquement en 1961, contre l'apartheid alors qu'il n'a que 17 ans. Sa photo apparait en une du Cape Argus le montrant sur les marches du Jameson Hall (université du Cap) portant une pancarte contre la loi excluant les personnes de couleurs de cette université. Il s'engage par la suite au parti libéral qu'il quitte quelque temps plus tard quand plusieurs de ses dirigeants s'engagent dans des actions violentes contre l'apartheid.
Diplômé d'un bachelor of Arts de l'université du Cap (1963) et d'un Master of Arts de l'université de Cambridge (1968), Graham McIntosh est élu député de Pinetown lors des élections générales sud-africaines de 1974 sous les couleurs du parti uni avant de rejoindre le parti progressiste fédéral (PFP) et de perdre son siège lors des élections générales sud-africaines de 1977. Il revient au parlement en 1981 lorsqu'il remporte le siège de député de la circonscription de Pietermaritzburg-nord sous les couleurs du parti progressiste fédéral face à Danie Schutte, le député sortant du parti national mais il est à nouveau battu lors des élections suivantes de 1987 par ce même Danie Schutte. Durant cette période, il assiste à des rassemblements de mouvements anti-apartheid et aux funérailles de militants du front démocratique uni. Au parlement, il interpelle sans cesse le gouvernement sur l'état d'urgence ou les exactions des forces de police ou de la SADF.
Éloigné provisoirement de la vie politique active, il s'occupe de sa ferme et devient président de l'union agricole du KwaZulu-Natal (1995-1998) qu'il entreprend de déracialiser. Les élections générales sud-africaines de 1999 lui donnent l'occasion de revenir siéger une troisième fois au parlement, cette fois sous les couleurs du parti démocratique. Il ne se représente pas en 2004 et démissionne de l'Alliance démocratique qui avait succédé au parti démocratique. Il flirte un moment avec le parti chrétien démocrate africain mais finalement rejoint le congrès du Peuple (COPE). En 2011, il revient de nouveau au parlement pour siéger en tant que député du COPE à la suite de la démission de la députée Anele Mda (élue en 2009 sur un scrutin de liste). Doyen des députés en 2014 mais amer envers son dernier engagement politique, il prend sa retraite en 2014 et se retire dans sa nouvelle maison de Howick dans les Midlands au KwaZulu-Natal.

## Sources
- Who's who
- From John Vorster to Jacob Zuma, Graham McIntosh, Policsweb, 5 juin 2011
- Longest-serving MP calls it a day, ENCA, 14 mars 2014